# JK-1 Trzmiel
JK-1 Trzmiel – jednomiejscowy śmigłowiec doświadczalny, w układzie jednowirnikowym, konstrukcji metalowej. 

## Historia
Został on opracowany w Instytucie Lotnictwa przez inż. Jerzego Kotlińskiego na zamówienie wojska, jako śmigłowiec obserwacyjny. Miał on do pomocy w opracowaniu prototypowej dokumentacji konstrukcyjnej grupę złożoną z 4 inżynierów oraz 4 techników i kreślarzy. Projekt konstrukcyjny śmigłowca został zakończony w lipcu 1956. Obliczenia wytrzymałościowe z zakresu aerosprężystości były wyrywkowo sprawdzane przez inż. Jerzego Kotlińskiego i kierownika sekcji obliczeniowej inż. Lipkę. Prototyp przeznaczony do prób został ukończony w połowie maja 1957. Wirnik napędzany był dwoma silnikami strumieniowymi, konstrukcji inż. Wójcickiego, o ciągu 12,5 kG każdy, umiejscowionymi na końcach łopat nośnych. Po rozkręceniu wirnika na ziemi (z osobnego silnika zewnętrznego) uruchamiano silniki strumieniowe, które podejmowały pracę. W roku 1957 rozpoczęto próby naziemne, początkowo bez włączonych silników strumieniowych, następnie po ich uruchomieniu. Odbywało się to na prymitywnym stanowisku badawczym w postaci masywnego kozła z elementów drewnianych o dużym przekroju. Podczas jednej z prób, 21 czerwca 1957, prowadzący próby inż. Antoni Śmigiel usiadł na miejscu pilota a jako obserwatorzy udział w próbie brali:
- inż. Bajserowicz – obserwacja silników
- inż. Andrzej Rudiuk – obsługa rozruchu oraz obserwacja ogólna
- inż. Bronisław Żurakowski – obserwacja ogólna
- mech. Jerzy Daszkowski – obsługa rozruchu.

Z wymienionych osób inż. Śmigiel i mech. Daszkowski mieli hełmy ochronne. Ponadto próbę obserwowali inż. Julian Bojanowski i mech. Hipolit Gołąbek zza stosu cegieł po drugiej stronie głównej drogi. Próbę rozpoczęto o godz. 16.40. Celem próby było sprawdzenie sterowania śmigłowca z siedzenia pilota. Po 10 min pracy na wysokich obrotach nastąpiło urwanie się jednego silnika, co spowodowało powstanie wektora wirującego od niewyważonych sił masowych i w konsekwencji zniszczenie konstrukcji śmigłowca. Zginął pilot doświadczalny inż. Antoni Śmigiel, wiele osób było rannych (uderzonych szczątkami śmigłowca) m.in. Bronisław Żurakowski, mechanik Wacław Gipsiak. 24 czerwca 1957 w Instytucie Lotnictwa została powołana komisja w celu zbadania tragicznego wypadku w czasie prób prototypu śmigłowca JK-1 Trzmiel.
W skład komisji wchodzili:
- przewodniczący – z-ca dyr. IL inż. Wiktor Roth
- sekretarz – inż. Justyn Sandauer
- członkowie:
  - kpt. Z. Kalinowski – przedstawiciel wojska
  - inż. Tadeusz Chyliński – kierownik Zakładu Wytrzymałości (TK)
  - inż. J. Sawisz (TT)
  - inż. Henryk Zatyka
  - inż. Jerzy Zięborak (TL)

Po zebraniu i przeanalizowaniu dostępnych materiałów opracowano protokół. Na podstawie ustalonych faktów Komisja stwierdziła, że bezpośrednią przyczyną wypadku było oderwanie się ucha zawieszenia silnika od jego korpusu w okolicy spoiny. Niezrównoważona siła masowa drugiego silnika spowodowała natychmiastowe zniszczenie konstrukcji śmigłowca i śmierć pilota. Analiza pośrednich przyczyn wypadku przeprowadzona przez komisję dostarczyła obszerny materiał, w świetle którego ujawniły się 3 zasadnicze zespoły przyczyn:
- wytrzymałościowo-konstrukcyjne
- materiałowo-technologiczne
- organizacyjne.

W roku 1958 po następnym wypadku (również urwanie się silnika – tym razem przy sterowaniu zdalnym – bez ofiar), projekt ten został zamknięty. Z tych powodów Trzmiel nie został wprowadzony do użytku.